# Мартинес, Лисандро
Лиса́ндро Марти́нес (исп. Lisandro Martínez; родился 18 января 1998, Гуалегуай) — аргентинский футболист, защитник английского клуба «Манчестер Юнайтед» и сборной Аргентины. Чемпион мира 2022 года.

## Клубная карьера

### Начало карьеры в Аргентине

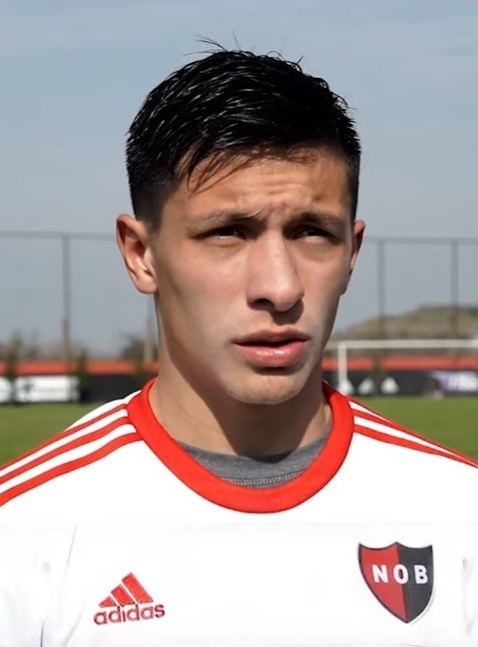
Мартинес в 2016 году

Мартинес — воспитанник клуба «Ньюэллс Олд Бойз». 28 июня 2017 года в матче против «Годой-Крус» он дебютировал в аргентинской Примере. В том же году для получения игровой практики Мартинес был отдан в аренду в «Дефенса и Хустисия». 14 октября в матче против «Сан-Лоренсо» он дебютировал за новый клуб. 5 ноября в поединке против «Темперлей» Лисандро забил свой первый гол за «Дефенсу и Хустисию». Летом 2018 года клуб выкупил трансфер Мартинеса за 550 тыс.евро.

### «Аякс»
20 мая 2019 года Мартинес подписал четырёхлетний контракт с амстердамским «Аяксом». Сумма трансфера составила 7 млн евро. 3 августа 2019 года в матче против «Витесса» он дебютировал в Эредивизи. 28 сентября в матче против «Гронингена» Лисандро забил свой первый гол за «Аякс». В составе клуба Мартинес дважды выиграл чемпионат Нидерландов и завоевал Кубок Нидерландов.

### «Манчестер Юнайтед»
17 июля 2022 года «Манчестер Юнайтед» объявил о соглашении по переходу Мартинеса. 27 июля 2022 года игрок подписал с английским клубом контракт до 2027 года с опцией продления ещё на один год. Сумма трансфера составила 48,3 млн фунтов, но может вырасти до 56,7 млн фунтов в случае достижения определённых условий. 7 августа 2022 года дебютировал за «Манчестер Юнайтед» в матче Премьер-лиги против «Брайтон энд Хоув Альбион». 22 января 2023 года забил свой первый гол за «Манчестер Юнайтед» в матче против «Арсенала». 26 февраля того же года выиграл свой первый трофей в Англии, обыграв «Ньюкасл Юнайтед» в финале Кубка английской футбольной лиги.
13 апреля 2023 года получил травму правой ноги в матче Лиги Европы УЕФА против «Севильи». На следующий день «Манчестер Юнайтед» подтвердил, что у Мартинеса перелом плюсневой кости правой ноги, из-за чего он пропустит остаток сезона 2022/23.
2 февраля 2025 года в матче Премьер-лиги против «Кристал Пэлас» получил разрыв крестообразных связок колена, из-за чего пропустит, как минимум, восемь месяцев.

## Карьера в сборной
В 2017 года Мартинес в составе сборной Аргентины до 20 лет принял участие в молодёжном чемпионате Южной Америки в Эквадоре. На турнире он сыграл в матчах против команд Эквадора, Уругвая и дважды — против Венесуэлы.
В 2017 году Мартинес в составе сборной Аргентины принял участие в молодёжном чемпионате мира в Южной Корее. На турнире он был запасным и на поле не вышел.
22 марта 2019 года в товарищеском матче против сборной Венесуэлы Мартинес дебютировал за сборную Аргентины.
В 2021 году Мартинес завоевал Кубок Америки. На турнире он сыграл в матче против команды Боливии.
1 июня 2022 года выиграл Финалисиму .
В ноябре 2022 года попал в заявку сборной Аргентины на чемпионат мира в Катаре. 18 декабря стал чемпионом мира. Он сыграл на турнире 5 матчей.
В июле 2024 года Мартинес завоевал свой второй Кубок Америки.

## Достижения

### Командные достижения
«Аякс»
- Чемпион Нидерландов (2): 2020/21, 2021/22
- Обладатель Кубка Нидерландов: 2020/21
- Обладатель Суперкубка Нидерландов: 2019

«Манчестер Юнайтед»
- Обладатель Кубка Англии: 2023/24[25]
- Обладатель Кубка Английской футбольной лиги: 2022/23

Сборная Аргентины
- Чемпион мира: 2022
- Обладатель Кубка Америки (2): 2021, 2024
- Победитель Финалиссимы: 2022

## Статистика выступлений

### Клубная карьера
Данные обновлены по состоянию на 2 февраля 2025 года
| Клуб               | Сезон            | Лига | Лига | Кубок | Кубок | Кубок лиги | Кубок лиги | Континент. кубки | Континент. кубки | Прочие | Прочие | Итого | Итого |
| Клуб               | Сезон            | Игры | Голы | Игры  | Голы  | Игры       | Голы       | Игры             | Голы             | Игры   | Голы   | Игры  | Голы  |
| ------------------ | ---------------- | ---- | ---- | ----- | ----- | ---------- | ---------- | ---------------- | ---------------- | ------ | ------ | ----- | ----- |
| Ньюэллс Олд Бойз   | 2016/17          | 1    | 0    | 0     | 0     | —          | —          | 0                | 0                | —      | —      | 1     | 0     |
| Ньюэллс Олд Бойз   | Итого            | 1    | 0    | 0     | 0     | 0          | 0          | 0                | 0                | 0      | 0      | 1     | 0     |
| Дефенса и Хустисия | 2017/18          | 21   | 1    | 1     | 0     | —          | —          | 2                | 0                | —      | —      | 24    | 1     |
| Дефенса и Хустисия | 2018/19          | 25   | 2    | 0     | 0     | 2          | 0          | 7                | 0                | 0      | 0      | 34    | 2     |
| Дефенса и Хустисия | Итого            | 46   | 3    | 1     | 0     | 2          | 0          | 9                | 0                | 0      | 0      | 58    | 3     |
| Аякс               | 2019/20          | 24   | 2    | 4     | 0     | —          | —          | 12               | 0                | 1      | 0      | 41    | 2     |
| Аякс               | 2020/21          | 26   | 3    | 5     | 0     | —          | —          | 11               | 0                | —      | —      | 42    | 3     |
| Аякс               | 2021/22          | 24   | 1    | 4     | 0     | —          | —          | 8                | 0                | 1      | 0      | 37    | 1     |
| Аякс               | Итого            | 74   | 6    | 13    | 0     | 0          | 0          | 31               | 0                | 2      | 0      | 120   | 6     |
| Манчестер Юнайтед  | 2022/23          | 27   | 1    | 3     | 0     | 5          | 0          | 10               | 0                | —      | —      | 45    | 1     |
| Манчестер Юнайтед  | 2023/24          | 11   | 0    | 2     | 0     | 0          | 0          | 1                | 0                | —      | —      | 14    | 0     |
| Манчестер Юнайтед  | 2024/25          | 20   | 2    | 1     | 0     | 2          | 0          | 8                | 0                | 1      | 0      | 32    | 2     |
| Манчестер Юнайтед  | Итого            | 58   | 3    | 6     | 0     | 7          | 0          | 19               | 0                | 1      | 0      | 91    | 3     |
| Всего за карьеру   | Всего за карьеру | 179  | 12   | 20    | 0     | 9          | 0          | 59               | 0                | 3      | 0      | 270   | 12    |

### Список матчей за сборную
Данные обновлены по состоянию на 18 декабря 2022 года
| Матчи Лисандро Мартинеса за сборную Аргентины | Матчи Лисандро Мартинеса за сборную Аргентины | Матчи Лисандро Мартинеса за сборную Аргентины              | Матчи Лисандро Мартинеса за сборную Аргентины | Матчи Лисандро Мартинеса за сборную Аргентины | Матчи Лисандро Мартинеса за сборную Аргентины | Матчи Лисандро Мартинеса за сборную Аргентины |
| №                                             | Дата                                          | Место проведения                                           | Соперник                                      | Счёт                                          | Голы                                          | Турнир                                        |
| --------------------------------------------- | --------------------------------------------- | ---------------------------------------------------------- | --------------------------------------------- | --------------------------------------------- | --------------------------------------------- | --------------------------------------------- |
| 1                                             | 22 марта 2019                                 | «Ванда Метрополитано», Мадрид, Испания                     | Венесуэла                                     | 1:3                                           |                                               | Товарищеский матч                             |
| 2                                             | 3 июня 2021                                   | «Унико Мадре де Сиудадес», Сантьяго-дель-Эстеро, Аргентина | Чили                                          | 1:1                                           |                                               | Отборочные матчи ЧМ-2022                      |
| 3                                             | 28 июня 2021                                  | «Арена Пантанал», Куяба, Бразилия                          | Боливия                                       | 4:1                                           |                                               | Кубок Америки 2021. Групповой этап            |
| 4                                             | 16 ноября 2021                                | «Бисентенарио», Сан-Хуан, Аргентина                        | Бразилия                                      | 0:0                                           |                                               | Отборочные матчи ЧМ-2022                      |
| 5                                             | 27 января 2022                                | «Мунисипаль», Калама, Чили                                 | Чили                                          | 2:1                                           |                                               | Отборочные матчи ЧМ-2022                      |
| 6                                             | 1 февраля 2022                                | «Марио Кемпес», Кордова, Аргентина                         | Колумбия                                      | 1:0                                           |                                               | Отборочные матчи ЧМ-2022                      |
| 7                                             | 5 июня 2022                                   | «Эль-Садар», Памплона, Испания                             | Эстония                                       | 5:0                                           |                                               | Товарищеский матч                             |
| 8                                             | 23 сентября 2022                              | «Хард Рок Стэдиум», Майами, США                            | Гондурас                                      | 3:0                                           |                                               | Товарищеский матч                             |
| 9                                             | 27 сентября 2022                              | «Ред Булл Арена», Гаррисон, США                            | Ямайка                                        | 3:0                                           |                                               | Товарищеский матч                             |
| 10                                            | 16 ноября 2022                                | «Мухаммад ибн Заид», Абу-Даби, ОАЭ                         | ОАЭ                                           | 5:0                                           |                                               | Товарищеский матч                             |
| 11                                            | 22 ноября 2022                                | «Национальный стадион», Лусаил, Катар                      | Саудовская Аравия                             | 1:2                                           |                                               | Чемпионат мира 2022. Групповой этап           |
| 12                                            | 26 ноября 2022                                | «Национальный стадион», Лусаил, Катар                      | Мексика                                       | 2:0                                           |                                               | Чемпионат мира 2022. Групповой этап           |
| 13                                            | 3 декабря 2022                                | «Ахмед бин Али», Эр-Райян, Катар                           | Австралия                                     | 2:1                                           |                                               | Чемпионат мира 2022. 1/8 финала               |
| 14                                            | 9 декабря 2022                                | «Национальный стадион», Лусаил, Катар                      | Нидерланды                                    | 2:2 (4:3 пен.)                                |                                               | Чемпионат мира 2022. 1/4 финала               |
| 15                                            | 13 декабря 2022                               | «Национальный стадион», Лусаил, Катар                      | Хорватия                                      | 3:0                                           |                                               | Чемпионат мира 2022. Полуфинал                |

Итого: 15 матчей / 0 голов; 10 побед, 3 ничьих, 2 поражения.